# Église Sainte-Marie-Madeleine de Contes
Pour les articles homonymes, voir Église Sainte-Madeleine.
L'église Sainte-Marie-Madeleine est une église catholique située à Contes, en France.

## Localisation
L'église est située dans le département français des Alpes-Maritimes, sur la commune de Contes.

## Historique
Elle a été ouverte aux fidèles en 1575. Jusqu'à cette date, il n'y a que la petite chapelle du castrum sur cet emplacement. Le parlement contois décide de construire cette vaste église à trois nef après la grande crue du Paillon qui a détruit l'église paroissiale, en 1530. Il reste la petite porte de la chapelle, à droite de l’entrée principale. 
L’église primitive a été remaniée à plusieurs reprises. En 1666, construction du chœur et intégration de la dernière tour du vieux rempart du XIIIe siècle qui est transformée en clocher.
Les morts ont été enterrés sous la crypte de l'église jusqu'au XVIIIe siècle. 
La façade est restaurée en 1934 et en 1966.
L'édifice est inscrit au titre des monuments historiques le 1er juin 1943.

## Mobilier
L'église possède six autels dans les nefs latérales décorés de retables :
- autel avec le tableau Saint Antoine de Padoue et les trois archanges, attribué à l'artiste niçois Guiglielmo Thaone, vers 1730 ;
- retable de Sainte Marie Madeleine, attribué à François Bréa, vers 1550. C'est un polytype à 20 compartiments organisés autour d'une statue plus récente de sainte Hélène. À gauche de saint Hélène, saint Pierre et saint Jean-Baptiste, à droite, saint Véran, évêque de Cavaillon, saint Roch. Dans les compartiments supérieurs, de gauche à droite, sainte Pétronille, sainte Catherine d'Alexandrie, le Père éternel au centre, sainte Lucie, et sainte Marthe. Sur la bande latérale gauche, de haut en bas, saint Christophe portant l'Enfant Jésus, saint Georges et le dragon, puis saint Honorat. Sur la bande latérale droite, de haut en bas, saint François, saint Laurent et saint Maur. En bas, la prédelle avec cinq épisodes de la vie de sainte Marie-Madeleine.
- autel avec le tableau Saint Joseph Agonisant ;
- autel avec le tableau Père de Pitié et Âmes du Purgatoire, de Guiglielmo Thaone, daté de 1730 ;
- retable du Rosaire réalisé par le maître fustier de Grasse Eustache Oubley, en 1667. Au centre la sculpture de la Vierge en ronde bosse entourée de deux anges (les sculptures ont été volées en 1998), entourés de la représentation des 15 mystères :

- les mystères joyeux : l'Annonciation, la Visitation, la Nativité, la présentation de Jésus au temple, le recouvrement de Jésus au temple,
- les mystères douloureux : l'agonie de Jésus, la flagellation de Jésus, le couronnement d'épines, le portement de croix, la crucifixion et la mort de Jésus,
- les mystères glorieux : la Résurrection, l'Ascension, la Pentecôte, l'Assomption de Marie, le Couronnement de la Vierge.
- autel du Saint-Esprit avec le tableau de la Pentecôte de Laurent Gastaldi (1625-1690) de Triora[3], réalisé entre 1660 et 1670, copie d'un tableau sur le même thème de Luca Cambiaso ;
- sur le maître autel, le retable du Saint Sacrement, en bois doré, du XVIIe siècle.

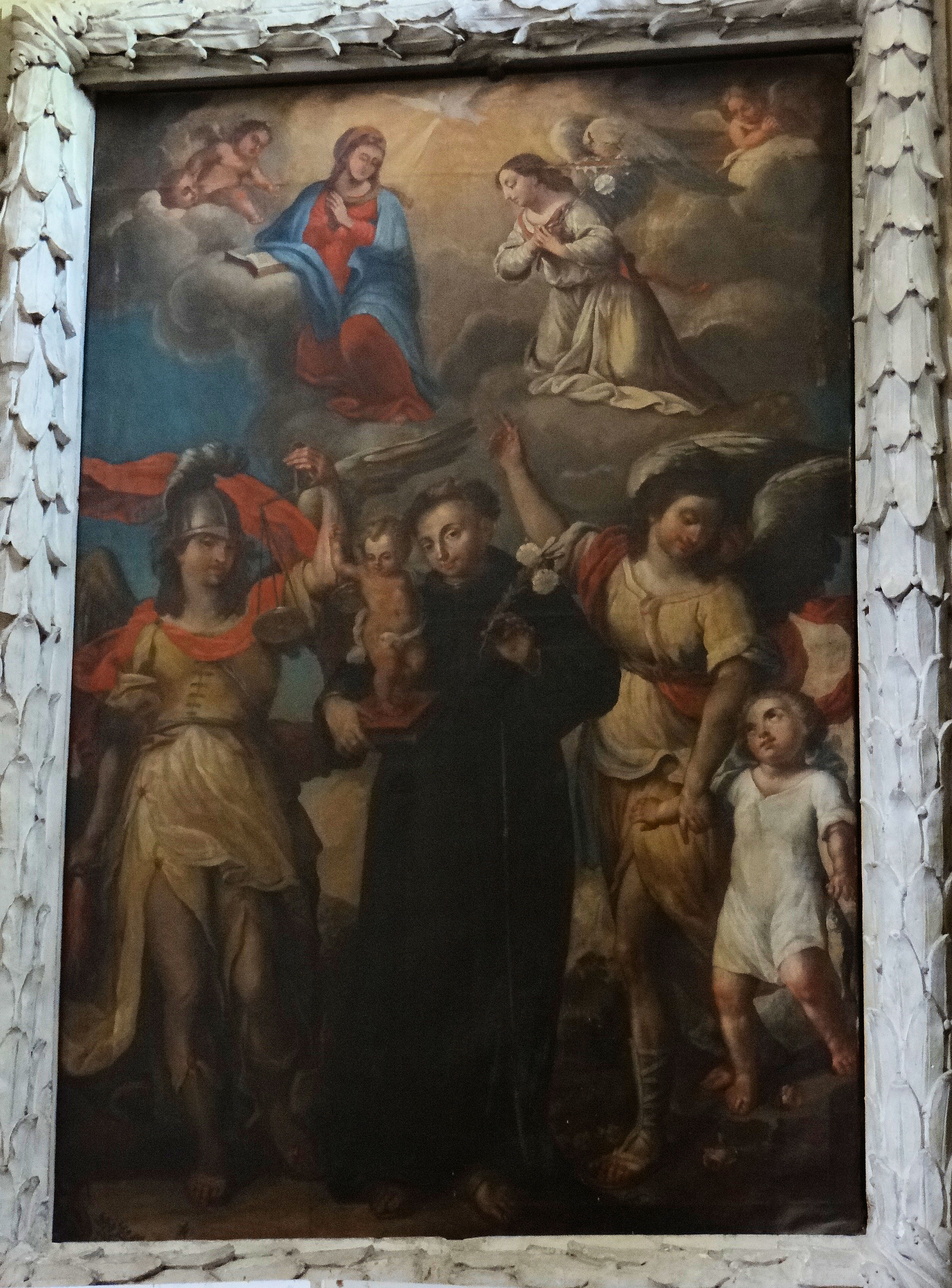
Tableau de saint Antoine et les trois archanges.
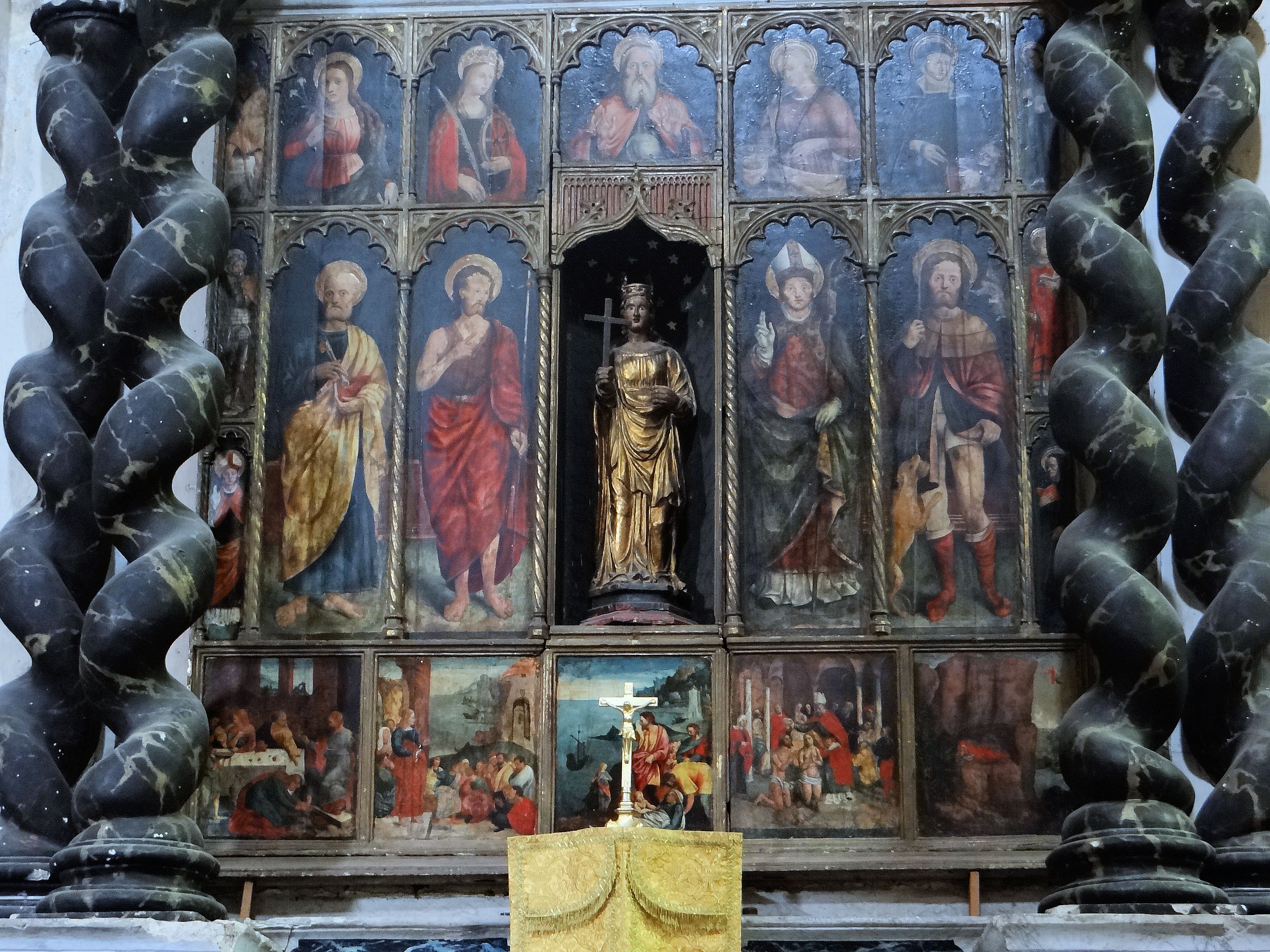
Le retable de sainte Marie-Madeleine.
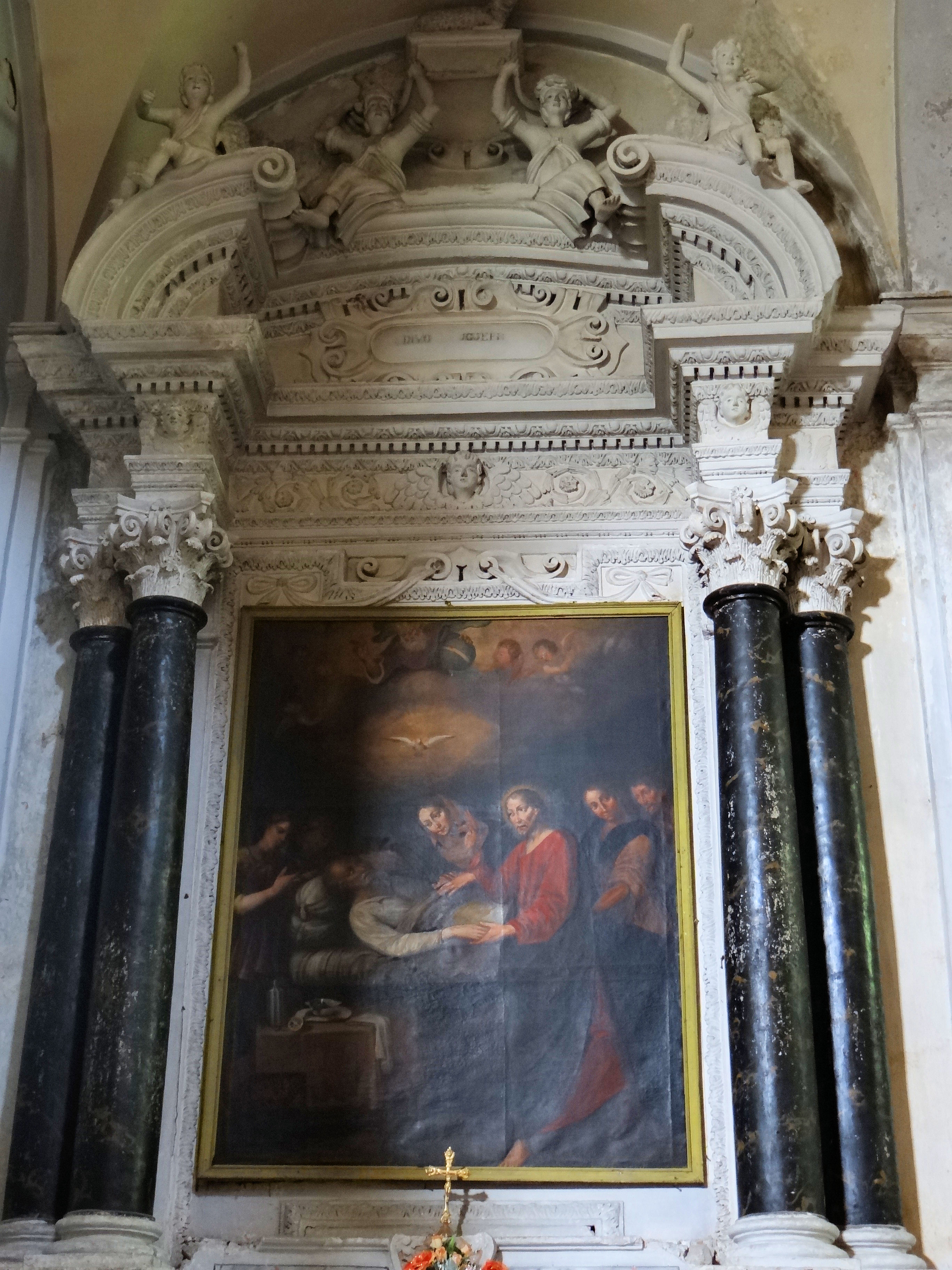
Tableau de saint Joseph agonisant.
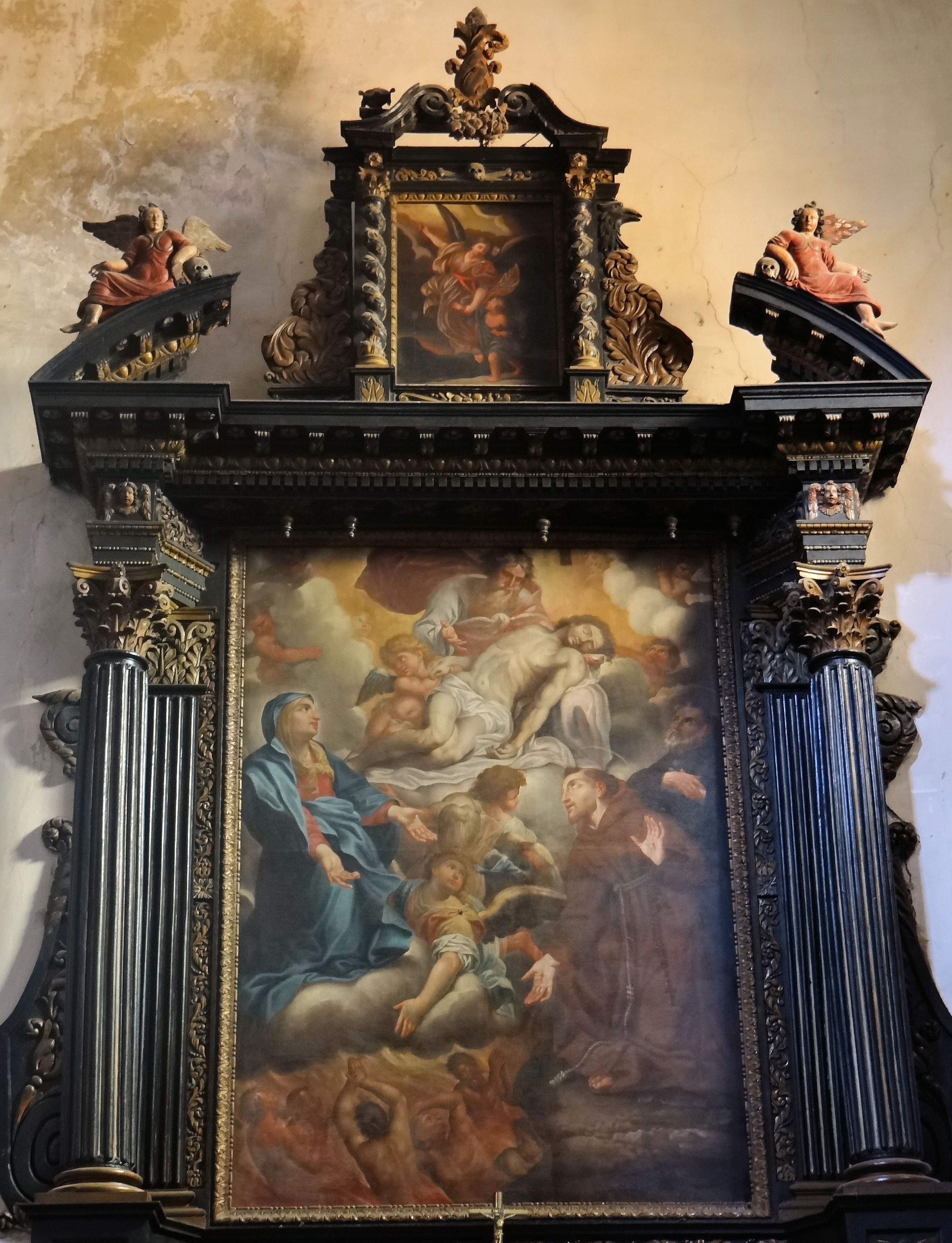
Retable du Père de Pitié et Âmes du Purgatoire.
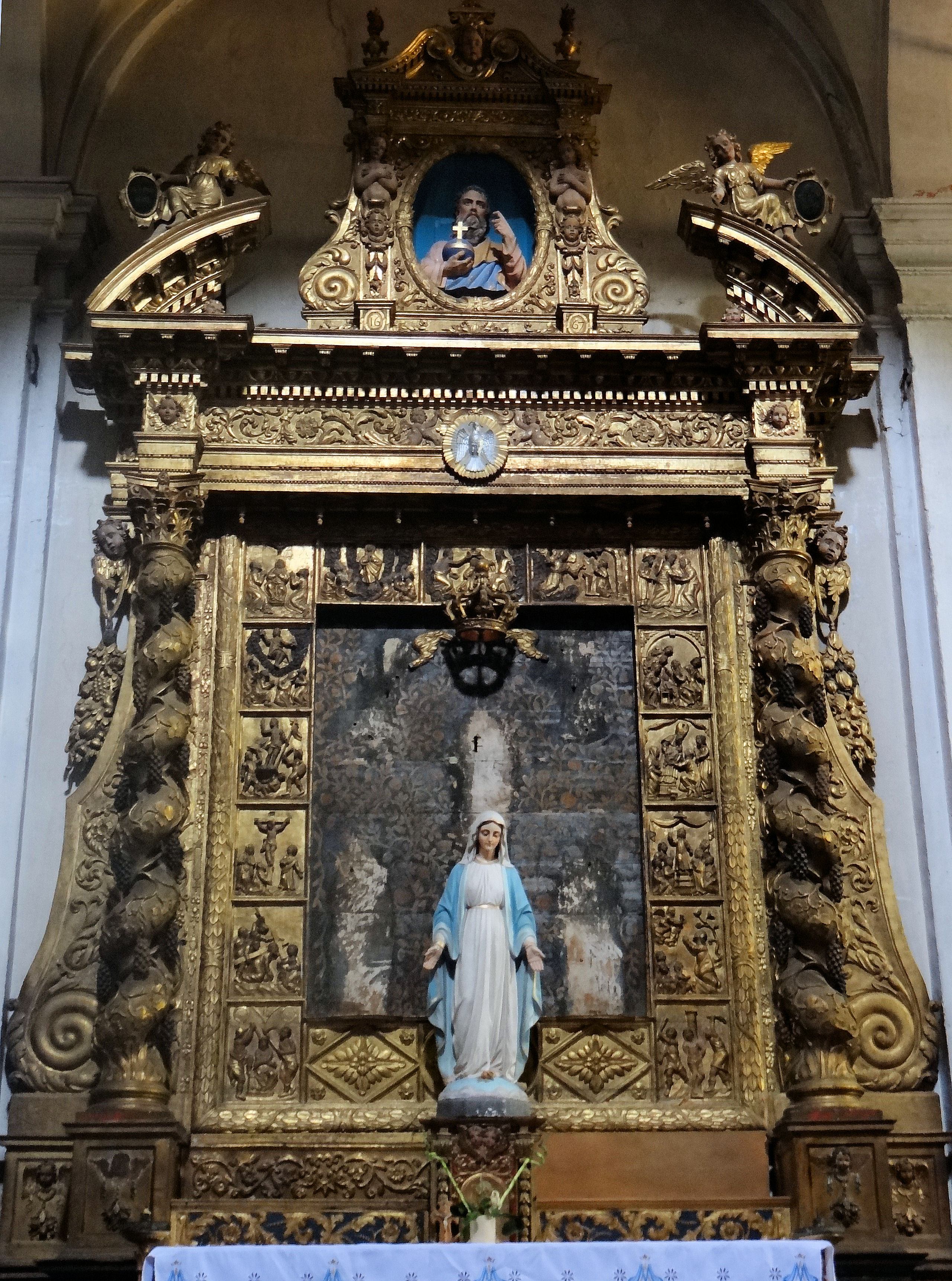
Le retable du Rosaire.

## L'orgue

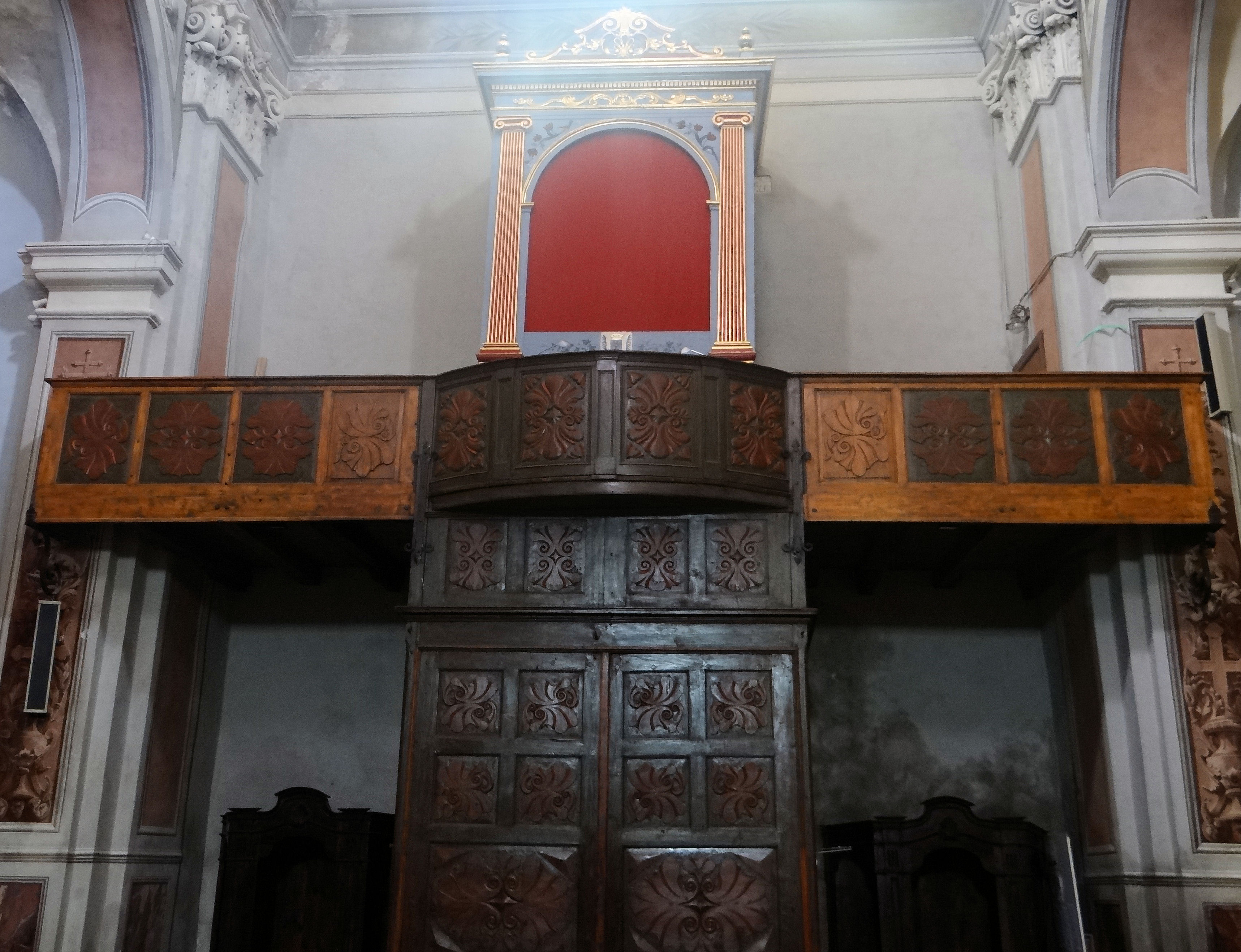
La tribune d'orgue et l'orgue Valoncini.

L'église possède un orgue réalisé en 1873 par le facteur d'orgue piémontais Frederico Valoncini (1832-1891) installé à Nice. L'instrument a été restauré à partir de 2008 par l'entreprise Brondino-Vegezzi-Bossi de Centallo.  La décoration a été restituée par Martine Perrenoud et Alice Quoirin en suivant le plan de polychromie de Pierre Sibieude. Il a été inauguré en 2010.
L'orgue possède un clavier unique de 56 touches, un pédalier de 18 touches et 20 manettes de registres faisant jouer les 435 tuyaux répartis en 6 jeux de basse et 7 jeux d'aigus, avec des accessoires : clochettes, grosse-caisse, cymbales et tambour militaire.